# الفارس العربي (شخصية مصورة)
الفارس العربي (بالإنجليزية: Arabian Knight)‏ هو لقب يستخدم من قبل ثلاث شخصيات خيالية تظهر في الكتب المصورة الأمريكية التي تنشرها مارفل كومكس. الشخصيات الثلاث كلها أبطال خارقون من المملكة العربية السعودية.

## تاريخ النشر
ظهر عبدول قمر لأول مرة في هالك المذهل #257 (مارس 1981)، وتم إنشاؤه من قبل بيل مانتلو (الكاتب) وآل ميلغروم (الفنان).

## السيرة الذاتية للشخصية الخيالية

### عبدول قمر
عبدول قمر، أول فارس عربي، سليل البطل المسلم الأسطوري الذي كان قد فقد حياته مجبراً الشياطين يأجوج ومأجوج العودة إلى قبرهم. عندما تم الإفراج عن الشياطين لاحقاً من قبل عالم الآثار عبدول عثر على معدات سلفه السحرية داخل المقبرة، وأصبح الفارس العربي، وختم الشياطين مرة أخرى بمساعدة من هالك. التقى بغوست رايدر ومتحالف معه ضد واتر ويزارد.
كما كان أحد الأبطال الذين اختارهم الموت لتمثيله في مسابقة الأبطال ضد غراند ماستر، كان زملائه الرجل الحديدي وصبرا. وتغلب على كراهيته للبطلة الإسرائيلية لكسب معركتهم ضد شي هالك وكابتن بريطانيا وديفنسور.
حارب عبدول لاحقاً شيطان من الكثبان الرملية على حياة ابنه.
وفي وقت لاحق تم الكشف عن الفارس العربي ليكون عميلاً للمجموعة الدولية السرية البانثيون. تظاهر بأنه عضو في منظمة سيف الصحراء، ناضل ضد قوة الحرية. (ذكر في الأصل أن أطفاله قد تم اختطافهم من قبل سيف الصحراء، والذين أجبروا عبدول على العمل في خدمتهم). الفارس غادر البانثيون بعد خلاف مع أخيل.
توفي عبدول عندما استنزف هيوموس سابين، المتحول القوي الذي يتم تشغيل قدراته من خلال استنزاف عشوائي للحياة من عدد كبير من الناس.

### المحارب المسلم
كان الفارس العربي الثاني محاربًا مسلمًا فاز بالحق باستخدام السيف المعقوف السحري، والبساط، والدروع بسبب المحاكمة عن طريق القتال. ظهر هذا الفارس العربي كجزء من محاولة دولية لغزو واكاندا، وهزم من قبل بلاك بانثر وستورم.

### نافيد هاشم
نافيد هاشم - الفارس العربي الثالث - ظهر لأول مرة في عام 2006 في أتحاد جاك (السلسلة الثالثة) # 1. على عكس الفرسان العربيان السابقان، فإن زي الثالث عبارة عن ملابس عسكرية معاصرة ويبدو أنه يتمتع بخبرة قتالية واسعة.
عندما وصل ريد هالك ومان ماتشاين إلى شارزهاد، وصلوا إلى الفارس العربي ليقودهم إلى شارزهاد وإلى قصر داغان شاه. وفي داخل القصر، داغان شاه يلقي تمويهه، ويكشف هويته الحقيقية كالسلطان ماجوس، ويسجن ريد هالك ومان ماتشاين حيث يتبين بأن الفارس العربي الحقيقي مسجون في بلورة. خلال معركة ريد هالك ومان ماتشاين مع السلطان ماجوس، يحصل الفارس العربي على الحرية ويساعد في القتال ضد السلطان ماجوس، عندها يتمكن من قطع سلاح السلطان ماجوس (ومع ذلك تمكن السلطان ماجوس من إعادة توصيل ذراعيه قبل استئناف القتال).

## القوى والقدرات
أول فارس عربي لديه قدرات طبيعية للإنسان الصحي والرياضي. كان مقاتلاً جيداً جنباً إلى جنب من مهاراته في المبارز الأستثنائية، ولا سيما في استخدام السيف المعقوف. ويمتلك ثلاثة أسلحة سحرية: بساط سحري، وسيف معقوف ذهبي يصدر أشعة من القوة السحرية، وحزام / وشاح مسيطر عليه. في الواقع، جميع العناصر الثلاثة تستجيب، حصراً، لأوامره العقلية. أكتشف أسلحته التي كانت تنتمي إلى سلفه الذي يعود إلى القرن الثالث عشر، في قبر تحت الأرض في الصحراء المصرية. تم تشكيل البساط السحري والوشاح من مادة لا يمكن تدميرها تقريباً،  مقاومة للحريق، وحتى الرصاص. يسمح له البساط بالسفر، الطيران، بسرعات وأرتفاعات عالية، في حين أن الحزام / الوشاح يمتد بطريقة سحرية إلى حوالي 40 قدمًا (12 مترًا) في الطول (تقريبًا 10 أضعاف طوله المعتاد)، ويمكن أستخدامه كسلاح (سوط) أو كحبل للتسلق أو للقبض على خصومه وتقييدهم. السيف الذهبي، بالإضافة إلى إطلاق أنفجارات مدمرة، سوف «يأتي بنتائج عكسية» ضد أي شخص آخر قد يحاول استغلاله.
ثاني فارس عربي يملك سيف سحري، ودرع سحري، وبساط سحري خاص به. على ما يبدو لم يكن له علاقة بالفارس الأول أو الثالث، لذلك لم يتم بعد تفسير أصول سيفه السحري والدرع والبساط.
ثالث فارس عربي يملك البساط الطائر الذي استخدمه أول فارس عربي تم تفكيكه وجعله يرتدي زيًا غير قابل للتدمير يستجيب لأفكاره. ما زال يستخدم السيف السحري ويرتدي الوشاح السحري الأحمر حول خصره، والزي الرسمي بمثابة درع للجسم الذي يحميه من الأذى ويسمح له بالطيران.

## الأستقبال
وضعت كوميك بوك ريسورسيس الفارس العربي الأصلي بأعتباره واحداً من أبطال مارفل الخارقين الذين تريد أن تنساهم.

## وصلات خارجية
- قالب:Marvunapp
- قالب:Marvunapp